# Carl Verner von Heidenstam
Carl Verner von Heidenstam, född den 12 augusti 1811 i Ronneby, död den 26 februari 1895 i Karlskrona, var en svensk militär. Han var sonson till Peter von Heidenstam
von Heidenstam blev underlöjtnant vid Sjöartilleriregementet 1829, löjtnant där 1838, kapten 1855, major 1856 och överstelöjtnant 1857. Han befordrades till överste och sekundchef vid Marinregementet 1866 och beviljades avsked 1886. von Heidenstam invaldes som hedersledamot av Örlogsmannasällskapet 1867. Han blev riddare av Svärdsorden 1858 och kommendör av första klassen av samma orden 1873.